# Marc Albrecht
Marc Albrecht (Hannover, 1964) è un direttore d'orchestra tedesco.

## Biografia e carriera
È figlio del direttore George Alexander Albrecht e Corinne Albrecht, un ex ballerina classica che diventò fisioterapista. Albrecht ha studiato musica con il padre ed ha prestato servizio come assistente di Claudio Abbado con la Gustav Mahler Jugendorchester e come assistente direttore di Gerd Albrecht (nessuna parentela) alla Staatsoper di Amburgo.
Dal 1995 al 2001, Albrecht è stato direttore musicale del Staatstheater Darmstadt. Dal 2001 al 2004 è stato il primo direttore ospite della Deutsche Oper Berlin. È diventato consulente artistico dell'Orchestre philharmonique de Strasbourg (Orchestra Filarmonica di Strasburgo) nel 2005, e direttore musicale nel 2008. Con la Filarmonica di Strasburgo, ha diretto le registrazioni commerciali per l'etichetta Pentatone, tra le quali dei lieder per orchestra di Alban Berg e concerti per pianoforte di Robert Schumann e Antonín Dvořák. Ha concluso il suo mandato a Strasburgo nel 2011.
Albrecht ha fatto la sua prima apparizione di direzione presso la Dutch National Opera nel settembre 2008 con La donna senz'ombra. Nel marzo 2009 fu nominato direttore principale della Netherlands Chamber Orchestra, della Netherlands Philharmonic Orchestra e della Dutch National Opera, a partire dalla stagione 2011-2012. Il suo contratto iniziale era per quattro anni. Nel mese di maggio 2016, l'orchestra annunciò l'estensione del contratto di Albrecht fino alla stagione 2019-2020. Ha diretto registrazioni commerciali con la Netherlands Philharmonic e la Netherlands Opera per l'etichetta Pentatone.
Albrecht ha residenza ad Amsterdam. La moglie è una cantante d'opera e la coppia ha un figlio. È cugino di Ursula von der Leyen, Presidente della Commissione Europea dal 1º dicembre 2019.

## Discografia scelta
- Brahms (orch. Arnold Schönberg) Piano Quartet Op. 25, Schönberg - Begleitmusik zu einer Lichtspielszene. Marc Albrecht, Netherlands Philharmonic Orchestra. Pentatone PTC 5186398 (2015)
- Mahler - Sinfonia n. 4. Marc Albrecht, Elizabeth Watts, Netherlands Philharmonic Orchestra. Pentatone PTC 5186487 (2015).
- Mahler - The Song of the Earth. Marc Albrecht, Alice Coote, Burkhard Fritz, Netherlands Philharmonic Orchestra. Pentatone PTC 5186502 (2013).
- Korngold - Sinfonia in Fa diesis, Op.40; Molto rumore per nulla, Op.11. Marc Albrecht, Orchestre Philharmonique de Strasbourg. Pentatone PTC 5186373 (2010).
- Dukas - L'apprenti sorcier & Ravel - Ma mère l'oye & Koechlin - Les Bandar-log. Marc Albrecht, Orchestre Philharmonique de Strasbourg. Pentatone PTC 5186336 (2010).
- Schumann & Dvořák - Piano Concertos. Marc Albrecht, Martin Helmchen, Orchestre Philharmonique de Strasbourg. Pentatone PTC 5186333 (2009).
- Alban Berg - Orchestral Pieces and Lieder. Christiane Iven, Marc Albrecht, Orchestre Philharmonique de Strasbourg. Pentatone PTC 5186363 (2009).
- Richard Strauss - Tone Poems. Marc Albrecht, Orchestre Philharmonique de Strasbourg. Pentatone PTC 5186310 (2008).